# William Sulzer
William Sulzer, född 18 mars 1863 i Elizabeth, New Jersey, död 6 november 1941 i New York, var en amerikansk demokratisk politiker.
Sulzer var ledamot av USA:s representanthus 1895-1912. Han vann 1912 års guvernörsval i New York och tillträdde som guvernör 1 januari 1913. Han åtalades för att ha använt kampanjbidrag till personliga ändamål. Sulzer avsattes 13 oktober 1913 och efterträddes av Martin H. Glynn. Några veckor senare blev han invald i New York State Assembly, underhuset i delstaten New Yorks lagstiftande församling. Han kandiderade som obunden i 1914 års guvernörsval i New York.